# Mete Erker
Mete Erker (Tilburg, 1971) is een Nederlandse tenorsaxofonist.
Mete Erker groeide op in een gezin met een Turkse vader en Nederlandse moeder. Op jonge leeftijd begon hij met het bespelen van de klarinet. Op 11-jarige leeftijd ging hij muziek studeren bij drummer Steve Clover. Op zijn 18e ruilde hij de klarinet om voor de saxofoon en hij studeerde in 1989 af aan het Rotterdams Conservatorium bij docent John Ruocco. 
Erker speelde met onder anderen Peter Erskine, David Liebman, Dudu Ndiaye Rose en Winston Mankunku. Hij heeft deelgenomen aan uiteenlopende Nederlandse muziekprojecten, zoals het Artvark Saxophone Quartet, het collectief Estafest met Anton Goudsmit, Jeroen van Vliet en Oene van Geel, en zijn eigen formatie, het Mete Erker Trio.
Bekende projecten waarbij Erker nauw betrokken was: North East Up North (oktober 2015) een project samen met componist Martin Fondse, bestaande uit een suite van jazzimprovisatie met Turkse melodieën, waarvan een impressie werd gegeven op televisie in het VPRO-programma Vrije Geluiden in oktober 2015.

## Discografie
- I Eye My Self (2000), met Blink
- Unseen Land (2004), met Jeroen van Vliet
- Route Planner (2011), met Michel Banabila
- Estafest - Live! (2011), met Estafest
- Eno Supo (2014), met Estafest
- Live! (2017), met het Mete Erker Trio[3]
- Linden (2017), met Kristina Fuchs en Jeroen van Vliet
- Homelands, met Artvark & Ntjam Rosie
- Trance, met Artvark
- Bayachrimae (2017), met Estafest[4]
- Pluis (2019), met Jeroen van Vliet